# Zalesie (powiat ostródzki)
Zalesie – osada w Polsce położona w województwie warmińsko-mazurskim, w powiecie ostródzkim, w gminie Małdyty.
W latach 1975–1998 miejscowość należała administracyjnie do województwa olsztyńskiego. W roku 1973 jako osada Zalesie należało do powiatu morąskiego, gmina i poczta Małdyty.